# Акензуа I
Акензуа I (д/н — 1740) — великий оба (володар) держави Едо в 1713—1740 роках. Мав прізвисько Акензуа Н'Ісонорго («Акензуа, небо, що дощить грошима»).

## Життєпис
Третій син великого оби Евуакпе. 1712 року після смерті останнього почалася боротьба за трон, в якій другий брат Озуере здобув перемогу. Проте за підтримки частини знаті проти нього виступив Акензуа, який 1713 року здобув перемогу. Зробив свого зведеного брата Егенуа, який допоміг здобути перемогу, езомо (молодшим військовим командувачем), підвищивши його до статусу узама. При цьому езомо стало спадковим титулом у роду Егенуа.
У наступні роки намагався приборкати повсталі області та залежні держави. Здійснив численні походи, які наповнили скарбницю. Втім найбільший зиск давала работоргівля з європейцями. Основу становили британці, голландці та французи. 
1718 року в порту Уготон дозволив голландцям звести поверхову будівлю (стала першою такою серед держав долини Нігеру). Останні стали провідними в торгівлі рабами. Але монополію на торгівлю слоновою кісткою надано британцям і португальцям. В результаті, незважаючи на втрату впливу на Ову, Есігі, Іджебу, цей великий оба мав більш наповнену скарбницю. Вважається найбагатшим обою за всю історію держави. Звідси походить його прізвисько Н'Ісонорго («Акензуа, небо, що дощить грошима»). До 1721 року приборкав усіх претендентів на трон, зміцнивши вплив великого оби. Разом з тим мусив змиритися з посиленням незалежності держави Варрі на півдні, де правили представники молодшої гілки бенінської династії.
Наприкінці життя не зміг упоратися зі впливом знаті, яка набула фактичного панування в державі. Помер близько 1740 року. Йому спадкував син Ересоєн.